# Onondaga (New York)
Onondaga ist eine US-amerikanische Town im Onondaga County des Bundesstaats New York mit einer Einwohnerzahl von 22.400 (Stand: 2019). Onondaga ist ein Vorort der Stadt Syracuse.

## Geschichte
Amerikanische Ureinwohner haben die Region seit Jahrhunderten bewohnt. Bereits um 1600 war Onondaga ein Dorf, das als Hauptstadt der Irokesenliga und als Hauptsiedlung des Onondaga-Volkes diente. Während des Amerikanischen Unabhängigkeitskrieges stellten sich die Onondagas auf die Seite der Briten, und Onondaga wurde am 21. April 1779 von der Kontinentalarmee angegriffen. Nach dem Krieg wurden die Onondagas gezwungen, ihr Land in New York an den neuen Staat abzutreten, obwohl ein Teil des Landes beiseite gelegt wurde, um die Onondaga Reservation zu bilden. Die meisten der Onondagas verließen New York und wurden nach Oberkanada umgesiedelt.
Die Onondaga-Region lag im sogenannten Central New York Military Tract, in dem die neue Regierung Veteranen als Bezahlung für ihren Kriegsdienst Land zuteilte. In den Nachkriegsjahren wurde das Gebiet von Einwanderern aus Neuengland und dem östlichen New York überschwemmt. Die Stadt Onondaga wurde am 2. April 1798 aus Teilen anderer Städte gegründet, wobei die Grenzen mehrmals geändert wurden. Als Onondaga County im Jahr 1794 gegründet wurde, bestand die Stadt ursprünglich aus Teilen der Städte Marcellus, Pompey und Manlius.
Das erste Gerichtsgebäude für das County Onondaga wurde 1805 auf dem öffentlichen Platz in Onondaga Hill, dem damaligen Sitz des Countys, errichtet. Das Gebäude wurde vom Landvermesser und Ingenieur James Geddes entworfen. Nachdem der Kreissitz 1830 nach Syracuse verlegt worden war, wurde das Gebäude in Onondaga Hill bis 1846 als Schule genutzt.

## Demografie
Nach einer Schätzung von 2019 leben in Onondaga 22.400 Menschen. Die Bevölkerung teilt sich auf in 87,5 % Weiße, 5,3 % Afroamerikaner, 1,2 % amerikanische Ureinwohner, 2,6 % Asiaten und 3,0 % mit zwei oder mehr Ethnizitäten. Hispanics oder Latinos aller Ethnien machten 2,9 % der Bevölkerung aus. Das mittlere Haushaltseinkommen lag 2019 bei 84.248 US-Dollar und die Armutsquote bei 4,7 %.